# Abel Varzim
Abel Varzim da Cunha e Silva (Cristelo, Barcelos, 29 de abril de 1902 – Cristelo, Barcelos, 20 de agosto de 1964) foi um sacerdote católico português.

## Biografia
Nasceu em Cristelo (Barcelos), diocese de Braga, no seio de uma família da classe média rural, sendo filho de Adelino da Costa e Silva, proprietário, natural da freguesia de Vilar de Figos, concelho de Barcelos, e de Adelaide Rosa Varzim da Cunha e Silva, professora do ensino oficial, natural da freguesia e concelho da Póvoa de Varzim.
Ingressou na escola onde sua mãe era professora, tendo concluído a “instrução primária”, com o exame da quarta classe, em julho de 1912, aos dez anos.
Querendo ser sacerdote, teve de ingressar no liceu da Póvoa de Varzim, por não haver seminário menor em Braga, pois este tinha sido ocupado militarmente em 1911. Em 1916, quando terminou o liceu, esse problema estava resolvido e Abel Varzim concluiu então os estudos preparatórios.
Em 1921, entrou para o Seminário Conciliar daquela cidade, onde se formou em Teologia, tendo celebrado “Missa Nova”, a 3 de julho de 1925, na Póvoa de Varzim.
Correspondendo a um pedido do Bispo de Beja, D. José do Patrocínio Dias, o prelado Bracarense, D. Manuel Vieira de Matos, cede o novo sacerdote à Diocese de Beja, tendo sido colocado no Seminário Menor de Serpa como professor e prefeito, desde a sua inauguração em 21 de novembro de 1925. Ali lecionou durante cinco anos e aplicou o seu dinamismo, tendo apoiado, inclusivamente, a iniciativa da Equipa Educativa do Seminário, na fundação do agrupamento de escuteiros n.º 38 (Beato Nuno Álvares Pereira) do C.N.S. [Corpo Nacional de Scouts - atual Corpo Nacional de Escutas], do qual foi nomeado Chefe.
Após esta estadia em Serpa, seguiu para a Universidade de Lovaina, na Bélgica, o que lhe rasgou novas perspetivas e abriu mais largos horizontes.
Quatro anos depois, em 23 de abril de 1934, doutorava-se em Ciências Políticas e Sociais. Para sua tese, Abel Varzim escolheu o tema Boerenbond [Liga de Agricultores], a que deu o título de “Le Boerenbond Belge”, e na qual procede ao estudo e avaliação daquela estrutura agrária católica belga, virada para o conjunto dos problemas do mundo rural, numa visão simultaneamente corporativa e cooperativa. Esta tese foi editada pela Casa «DESCLÉE DE BROUWER ET Cie», de Paris, em 1934, e impressa na sua casa de Bruges.
Aproveitou a estadia em Lovaina para complementar a sua formação, participando em inúmeros Congressos e Semanas Sociais, aprofundar o estudo das Encíclicas Sociais de Leão XIII e Pio XI, tendo também privado com entidades tão diversas, como Jacques Maritain e Joseph Cardijn, fundador da JOC (Juventude Operária Católica) e com Hergé, autor do “Tintim”, etc.
Desta sua estadia colheu o seu interesse pelos temas sociais, questão que marcou indelevelmente toda a sua ação futura.
De regresso a Portugal, redigiu, com o Padre Manuel Rocha, os Estatutos da Acção Católica Portuguesa (ACP), pugnando para que esta fosse constituída por organismos especializados, de jovens e adultos, e de agricultores, operários, universitários, etc.. Este documento, mau grado a oposição do Estado Português, foi aprovado pela Santa Sé.
Em 1934, é convidado pelo seu companheiro de escola primária e de seminário, Pe. Lopes da Cruz, que era em Lisboa responsável pela redação do diário "Novidades", e da revista "Renascença", e orientador da campanha para a criação da Rádio Renascença para, com ele, se dedicar a estas tarefas, sendo assim, um dos seus fundadores, tendo iniciado as suas emissões regulares em janeiro de 1937.
Esteve também na fundação da Liga Operária Católica, o Organismo Especializado da ACP, criado oficialmente em 30 de junho de 1935, e que iniciou a sua atividade em 1936, da qual foi Assistente Geral até 1948. Foi o grande impulsionador do jornal “O Trabalhador”, ao qual se dedicou depois de alma e coração; este jornal, dos Organismos Operários da Acção Católica, viria a ser suspenso por comunicação verbal dos «Serviços de Censura» ao chefe da redação, Manuel Alpiarça, em 9 de julho de 1948, quando este ali se deslocou em busca do “original visado” por aquela entidade, depois de ter aguardado, longamente, pelo mesmo. Esta suspensão ocorreu, goradas as tentativas que as “autoridades” [leia-se União Nacional] empreenderam para o subornar e/ou “domesticar”. Durante a sua passagem pela Acção Católica, desenvolveu uma intensa atividade, com destaque para a defesa e promoção da justiça social.
Aquando do seu regresso a Portugal, profundamente interessado pelos problemas sociais, e consciente do atraso estrutural em que o país se encontrava, acolheu como boa a solução imposta por Salazar, de um Estado Unitário Corporativo, aceitando por isso o “Estatuto do Trabalho Nacional”. Cedo, contudo, verificou que estava equivocado, e que o regime do Estado Novo não respondia aos problemas que afligiam os trabalhadores, e o comum dos portugueses.
Foi deputado à Assembleia Nacional, na legislatura de 1938/1942, ficando célebre um “Aviso-Prévio” que ali apresentou em 17 de fevereiro de 1939, sobre os Sindicatos Nacionais, em que criticava certos aspetos da organização sindical corporativa, onde mencionava a ação do Instituto Nacional do Trabalho e Previdência, e nomeadamente a sua ineficácia em muitos aspetos. Esta passagem pela Assembleia Nacional ficou também marcada pela intervenção que proferiu, no dia 6 de fevereiro de 1941, “manifestando a sua discordância” com os termos do Decreto-Lei n.º 31.107, que regulamentava as condições económicas do casamento dos militares em serviço. Os ataques e ameaças que, então, enfrentou afastaram-no definitivamente das ideias do Estado Novo.
Começou então a conhecer os caminhos amargos da perseguição política (e não só), ao mesmo tempo que realizava com forte empenho ações de formação para trabalhadores e estudantes universitários, naquilo a que hoje chamaríamos “formação para a cidadania”.
No começo de 1939, foi nomeado diretor do Secretariado Económico-Social, órgão da Acção Católica, que tinha por fim exercer atividades sociais. Deixou aquelas funções em 1948.
Foi também:
•Professor do Instituto de Serviço Social (1938-48);
•Assistente do Centro de Estudos de Acção Social para Universitários (1941-45);
•Impulsionador da primeira série das Semanas Sociais Portuguesas;
•Mentor da Cooperativa Popular de Portugal, fundada em 1935 e extinta em 1972.
Foi ainda o responsável pela realização de importantes iniciativas, como a Peregrinação Operária a Fátima, em 1943, e o Congresso dos Homens Católicos, em 1950.
Como jornalista, foi chefe da redação da revista “Lúmen” [para o clero] e colaborou em vários órgãos de comunicação social, entre os quais o jornal “Novidades”, a Rádio Renascença (revista e rádio), o “Jornal de Notícias”, “Comércio do Porto”, “Correio do Minho”, “Jornal de Barcelos”, "Boletim da Acção Católica Portuguesa", bem como dos periódicos dos Movimentos Operários da Acção Católica.
Afastado das suas responsabilidades na Acção Católica – e já sob vigilância da polícia política – foi nomeado, em 1948, Pároco da Freguesia de Nossa Senhora da Encarnação, em Lisboa, reorganizou, tendo criado a “Casa de Trabalho”, o Posto Médico ou a Sopa dos Pobres.
Nesta paróquia realizou uma obra notável na luta pelos mais desfavorecidos e pela recuperação e reintegração social das prostitutas, luta que se estendeu a outras zonas da cidade e, ainda, ao Porto, sendo o fundador e assistente de centros de recuperação:
•na Quinta do Bosque (Amadora) [Instituto de Sant’Ana], e
•no Porto [Casa de Nossa Senhora - Rainha da Paz, instalada na Rua do Bonfim, n.º 390 – Porto],
•na Liga Nacional Contra a Prostituição (1954-64).
Em 1957, voltou para a sua terra natal, onde continuou a ser alvo de vigilância da polícia política.
Na sua terra, mau grado as perseguições sofridas, continuou a sua ação em prol do “desenvolvimento” e da “solidariedade”, tendo promovido a criação da Sociedade Avícola do Minho (SAMI), sociedade cooperativa que propunha o desenvolvimento económico da região.
Morreu em Cristelo, sua terra natal, a 20 de agosto de 1964, com 62 anos.
A 28 de outubro de 1994, foi agraciado, a título póstumo, com o grau de Grande-Oficial da Ordem da Liberdade.